# Fading Petals
Fading Petals es un drama británico de 2022 escrito y dirigido por Bradley Charlton en su debut como director. La película está protagonizada por Melanie Revill y Charlotte Reidie. La trama sigue a una joven que se presenta en casa de una anciana enfermiza para ayudarla. A pesar de sus recelos, los dos poco a poco se abren el uno al otro. Sin embargo, su afinidad dura poco cuando se revelan las verdades y las cosas se salen de control.
La película se estrenó en el Ultimate Picture Palace de Oxford el 9 de marzo de 2022.  La película también se estrenó en VOD el mismo día.

## Elenco
- Melanie Revill como la anciana
- Charlotte Reidie como la mujer joven
- Tom Metcalf como el joven
- Gary Raymond como el padre

## Producción
La película se rodó en octubre de 2020, durante la pandemia de covid-19. El rodaje duró sólo once días, el presupuesto total de producción fue inferior a 10.000 libras esterlinas y el equipo estaba formado por sólo cinco personas.  

## Estreno
La película se estrenó teatralmente en Oxford en el Ultimate Picture Palace el 9 de marzo de 2022. Fue lanzado en vídeo a la carta el mismo día. 

## Recepción
En el sitio web de agregación de reseñas Rotten Tomatoes, la película tiene un índice de aprobación del 80%. Fading Petals recibió elogios por sus actuaciones centrales con Film Threat diciendo "cuando Reidie y Revill están juntos en la pantalla, la película está realmente viva", otorgándole a la película 8/10 estrellas.  La UK Film Review declaró: "La atmósfera es pesimista y las dramáticas revelaciones, los enfrentamientos y las poderosas actuaciones hacen de esta película un logro admirable", otorgándole a la película cuatro estrellas de cinco.  En su reseña de 3 de 4 estrellas, Richard Propes escribió: " Fading Petals es un drama independiente para adultos, una película con un ritmo paciente y un tono consistente pero nada monótono".  Louisa Moore de Screen Zealots elogió el guion diciendo que "el guion de Charlton tiene diálogos bien escritos y aborda temas sustanciales como el arrepentimiento y las exigencias que la religión impone a las mujeres" y resumió la película como una "pieza lenta pero reflexiva de cine centrado en las mujeres". ". 